# Philorus horai
Philorus horai är en tvåvingeart som först beskrevs av Tonnoir 1930.  Philorus horai ingår i släktet Philorus och familjen Blephariceridae. Inga underarter finns listade i Catalogue of Life.